# Pharmacopée dans l'Égypte antique

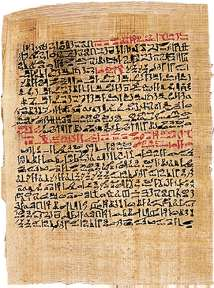
Traitements décrits dans une des pages du papyrus Ebers.

La pharmacopée dans l'Égypte antique était pratiquée par des médecins propharmaciens mettant en œuvre des traitements codifiés et renouvelables indiqués dans les papyrus médicaux, au nombre desquels le papyrus Ebers. Nous trouvons en effet dans ces derniers de véritables réceptaires où sont enregistrés tous les composants utilisés à l’époque. Ils sont accompagnés de leurs indications.
Les médications employées par les praticiens de l’époque pourraient nous surprendre. Nombre d’entre elles ont été qualifiées de « repoussantes ». Elles sont en effet issues des « produits de la nature ». 
Cependant, des études historiques et pharmacologiques nous montrent que ces prescriptions pouvaient parfois être utiles,. 
Leurs compositions pouvaient aussi correspondre à des préoccupations magiques et religieuses.

## Les traitements médicamenteux

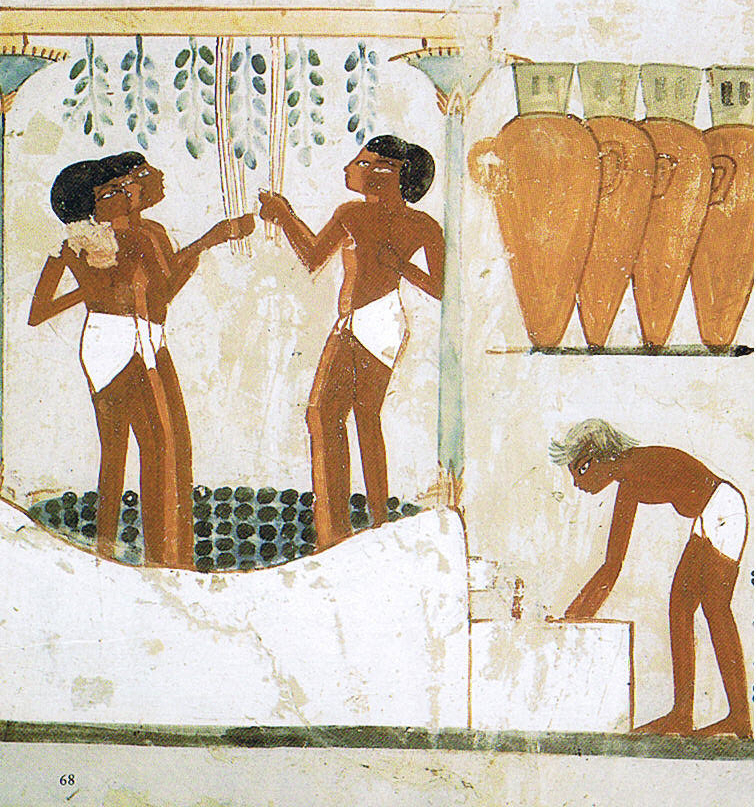
Foulage du raisin pour la production du vin qui pouvait être utilisé en pharmacie (Tombe de Nakht).

Les traitements médicamenteux répondaient déjà à des descriptions pertinentes de la pharmacie moderne :
- Indications
- Posologies
- Formes
- Voies d’administration
- Durées
- Suspensions

## Les formes galéniques

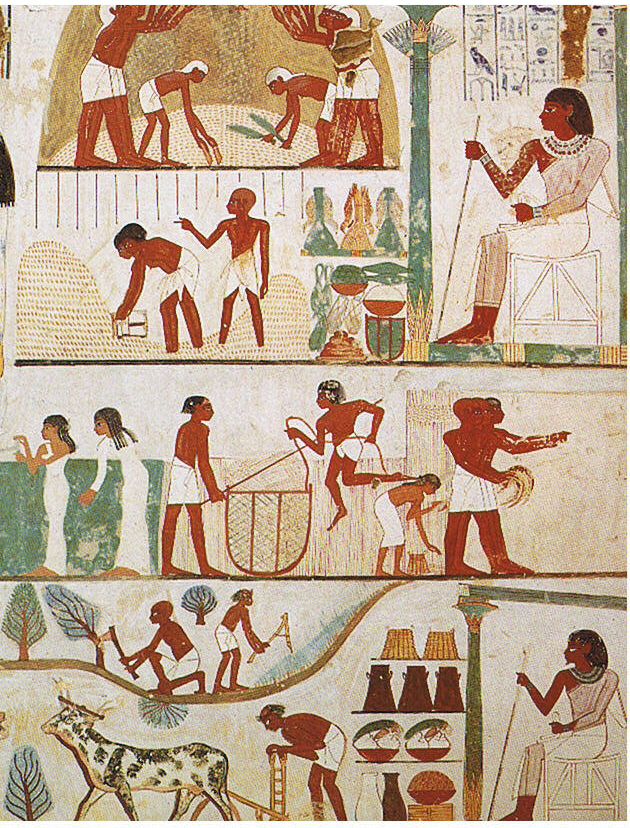
Labour, moisson, vannage, stockage de céréales ; cueillettes du lin ; abattage d'un arbre - tous ces végétaux étant utiles à la pharmacopée (Tombe de Nakht).

Les formes galéniques correspondaient déjà à beaucoup que nous connaissons maintenant :
- Pilules
- Potions
- Tisanes
- Sirops
- Collyres
- Fumigations
- Embrocations (Du latin médiéval embrochatio, emprunt au grec ancien ἐμβροχή (embrokhê) = enveloppe humide. Préparation huileuse de type emplâtre, souvent légèrement révulsive, car provoquant une subtile irritation cutanée locale, dans l'unique but de retenir le sang près de la peau, afin de calmer les douleurs et détendre les muscles.)
- Illutations (Application locale de boues thermales)
- Pommades
- Poudres
- Lotions
- Injections vaginales
- Pessaires (Du latin pessarium, lui-même dérivé du grec πεσσός (pessós) ou πεσσόv (pessón) = tampon. Dispositif intra-utérin où anal, palliatif en cas d'impossibilité où de refus chirurgical. Utilisé en cas : - de prolapsus génital (descente d'organe) ;  - d'incontinence urinaire d'effort ;  - où d'outil contraceptif : enduit de gel spermicide, il devient un diaphragme)
- Suppositoires
- Clystères (Lavement)
- etc.

## Les formulations

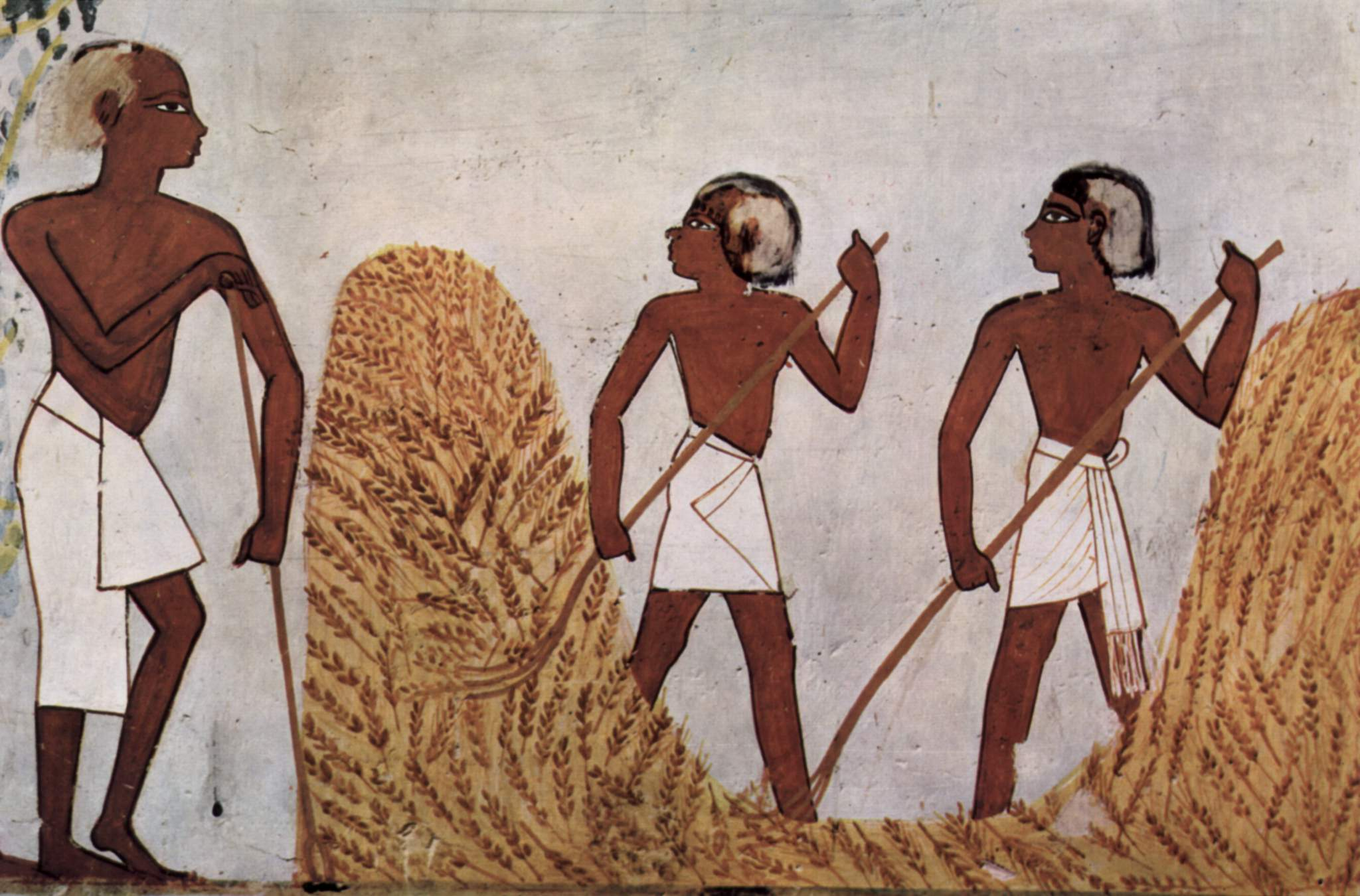
Moisson des céréales (Tombeau de Menna).

On trouve parmi les composants énumérés dans les textes médicaux, différents minéraux, végétaux et extraits animaux prélevés dans le milieu environnemental. Les médications pouvaient être simples ou complexes.

## Les produits minéraux
Les produits minérauxentrant dans les médications étaient surtout représentés par du natron (Carbonate hydraté naturel de sodium, de formule Na2CO3, 10H2O) et des sels métalliques comme des sels de cuivres. Différentes sortes de pierres pouvaient être utilisées broyées, par exemple pour une anesthésie locale (Cf. infra : Thérapeutique chirurgicale).

Voir également pour une utilisation simple : 
« Illuter ses pieds et ses jambes de limon jusqu'à la guérison »
— Papyrus d'El-Lahoun.

## Les produits végétaux

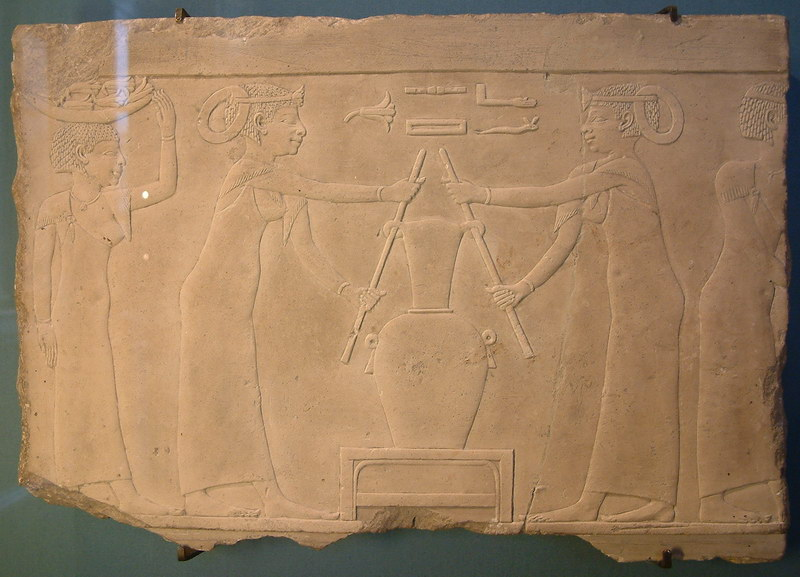
Pressage des fleurs (Musée du Louvre).

Les produits végétauxentrant dans les médications pouvaient être représentées par des fruits, des légumes ou des plantes médicinales. Plusieurs sortes d’huiles étaient extraites. Plusieurs végétaux pouvaient être transformés en bières, en vins ou en vinaigres. Certaines parties des simples pouvaient être toxiques et à manipuler avec précautions ; on pourra ainsi trouver du chanvre, du pavot et de la mandragore.

Voir par exemple pour une médication locale contre les œdèmes des jambes féminines : 
« Graines de gousses (fraîches) de caroubier, graines groupées de soude (végétale). Broyer finement et mélanger avec… »
— papyrus du Ramesseum.

## Les produits animaux

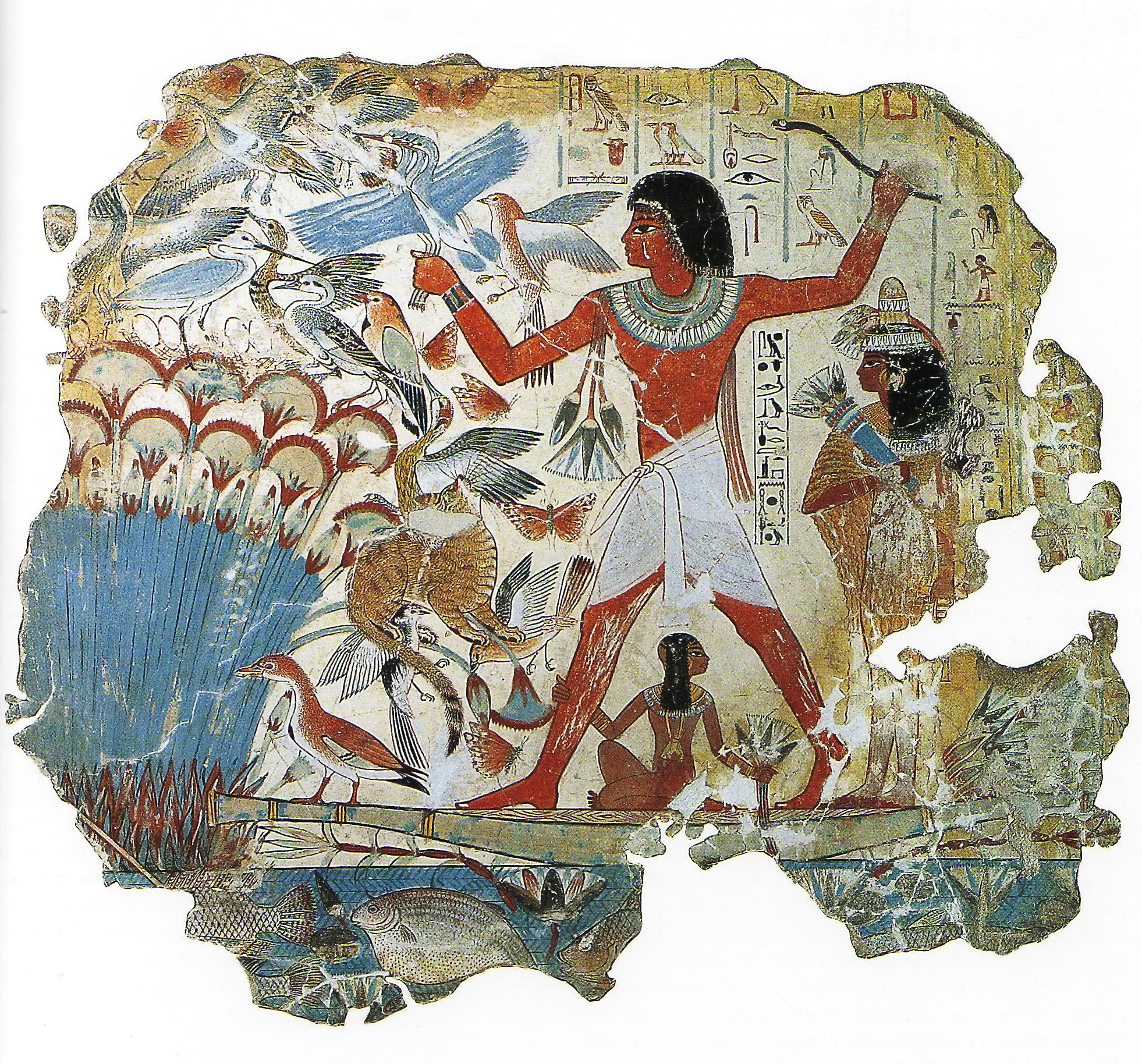
Oiseaux et poissons (Tombe de Nebamon).

Les produits animauxentrant dans les médications pouvaient correspondre à des parties d’animaux, des organes ou même des animaux entiers. Le miel, le lait et les produits fermentés étaient d'un grand usage. On notera encore par exemple des graisses de différents animaux et des pansements de viande fraîche.

Voir encore par exemple une utilisation locale de fiels médicinaux : 
« de chevreau et de poisson (Tilapia du Nil) »
— papyrus de Berlin.

## Les produits humains

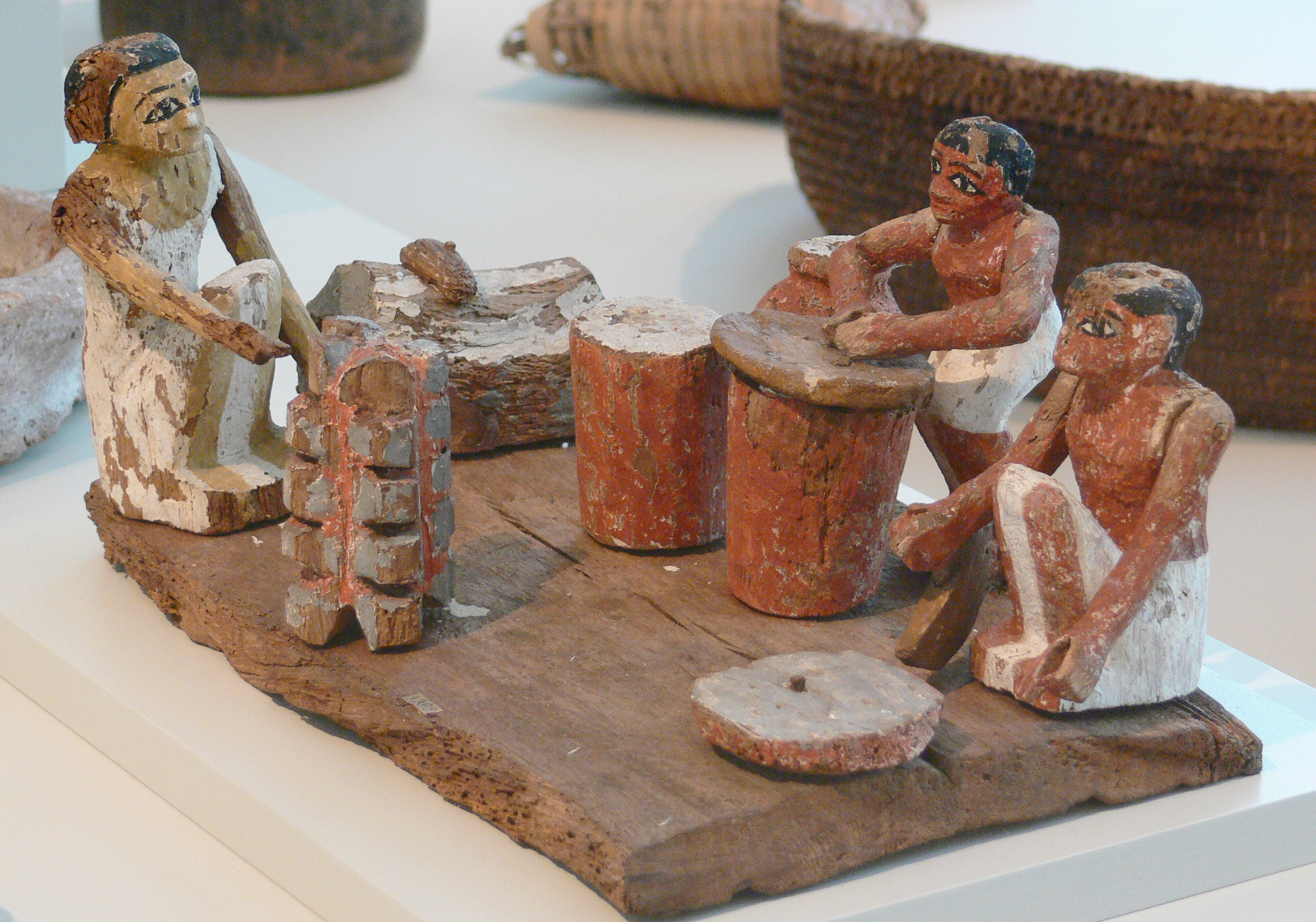
Brassage de la bière à partir de pains d'orge (- Ägyptisches Museum (Berlin).

Plusieurs produits humains pouvaient être prescrits.

Avec par exemple, dans un test pronostic vital : 
« Un (petit) fragment de placenta (…) broyé dans du lait (…) trois jours de suite… »
— Papyrus du Ramesseum,.

## Les mesures
Les mesures de poids

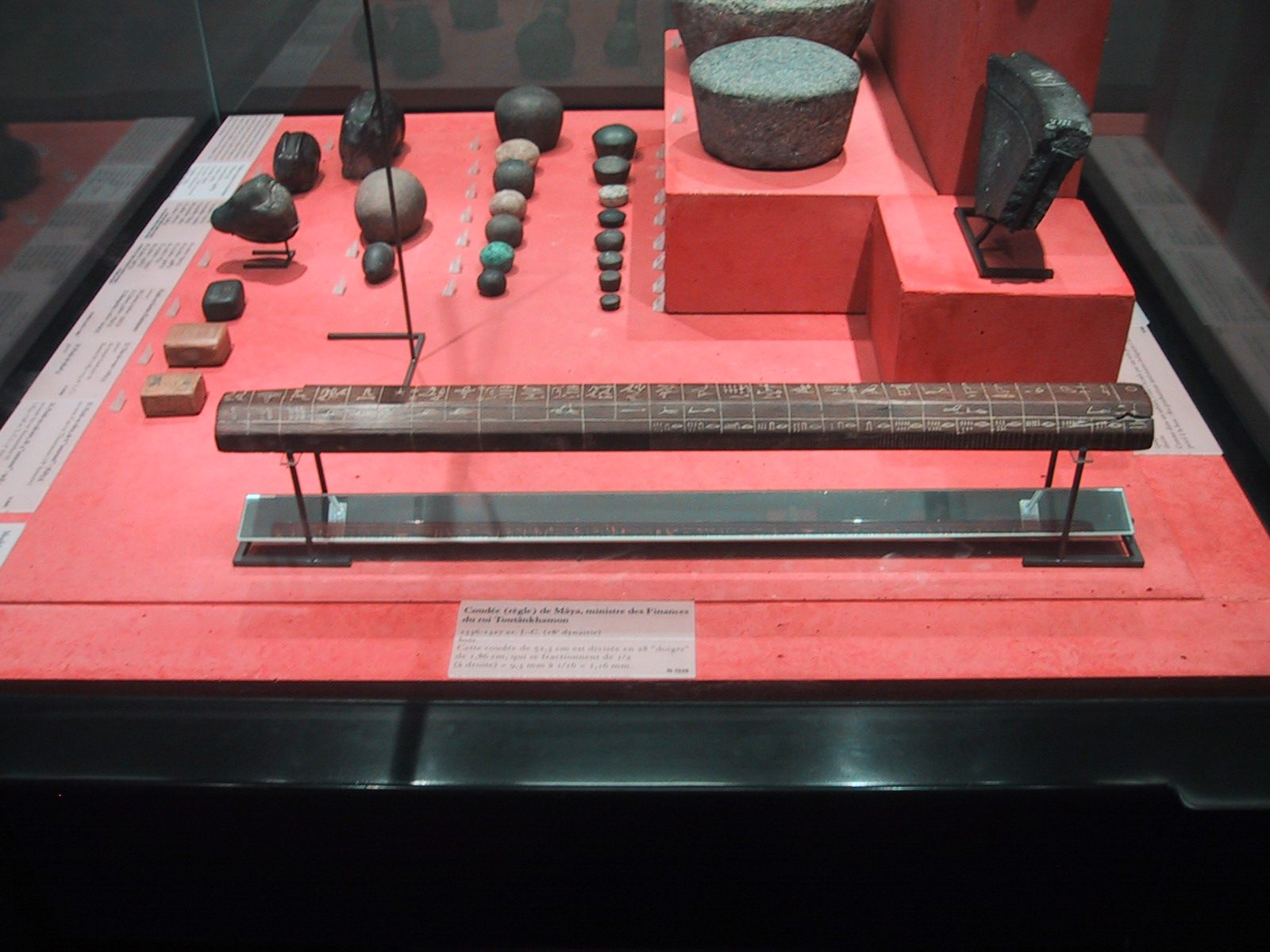
Poids et règle (Musée du Louvre).

Bien que non mentionnées dans les textes médicaux pharaoniques qui nous sont parvenus à ce jour, les pesées s’effectuaient, pour d'autres usages, notamment pour les métaux, avec des balances et des trébuchets dont la sensibilité était déjà assez précise. 
Les poids pouvaient être fait de matériaux assez stables comme différents types de pierres marquées. La pesée des substances médicamenteuses sera  indiquée plus tardivement en grec dans les papyrus, comme à Alexandrie, ou même sur des monuments (comme à Kôm Ombo - cf. infra, dernière photo).
Par exemple :
- Le deben vaut 13,6 grammes à l'Ancien Empire et environ 91 grammes à partir du Moyen Empire. Au Nouvel Empire, il est subdivisé en dix qité d'environ 9,1 grammes.

Les mesures de capacité et de volume
Les dosage pharmaceutiques sont décrits dans nos textes par la mesure des volumes dans des récipients spéciaux dont certains pouvaient porter des graduations.
Par exemple :
- Au Nouvel Empire, le khar valant 76,88 litres correspond à quatre quadruple-héqat (boisseaux) de 19,22 litres chacun.
- L'hénou, ou hin, est l'unité de volume habituellement utilisée pour la mesure des liquides comme la bière, le vin, le lait ou l'eau. Il correspond à environ 0,48 litre.

Les fractions étaient utilisées pour définir des quantités .
Par exemple :
- Les poids inférieurs à la qité s'expriment par les fractions.
- Les volumes en héqat sont exprimés à l'aide de fractions, ainsi, le ro', correspond à 1/320 de héqat, soit environ à 0,060 litre.

## Fabrications

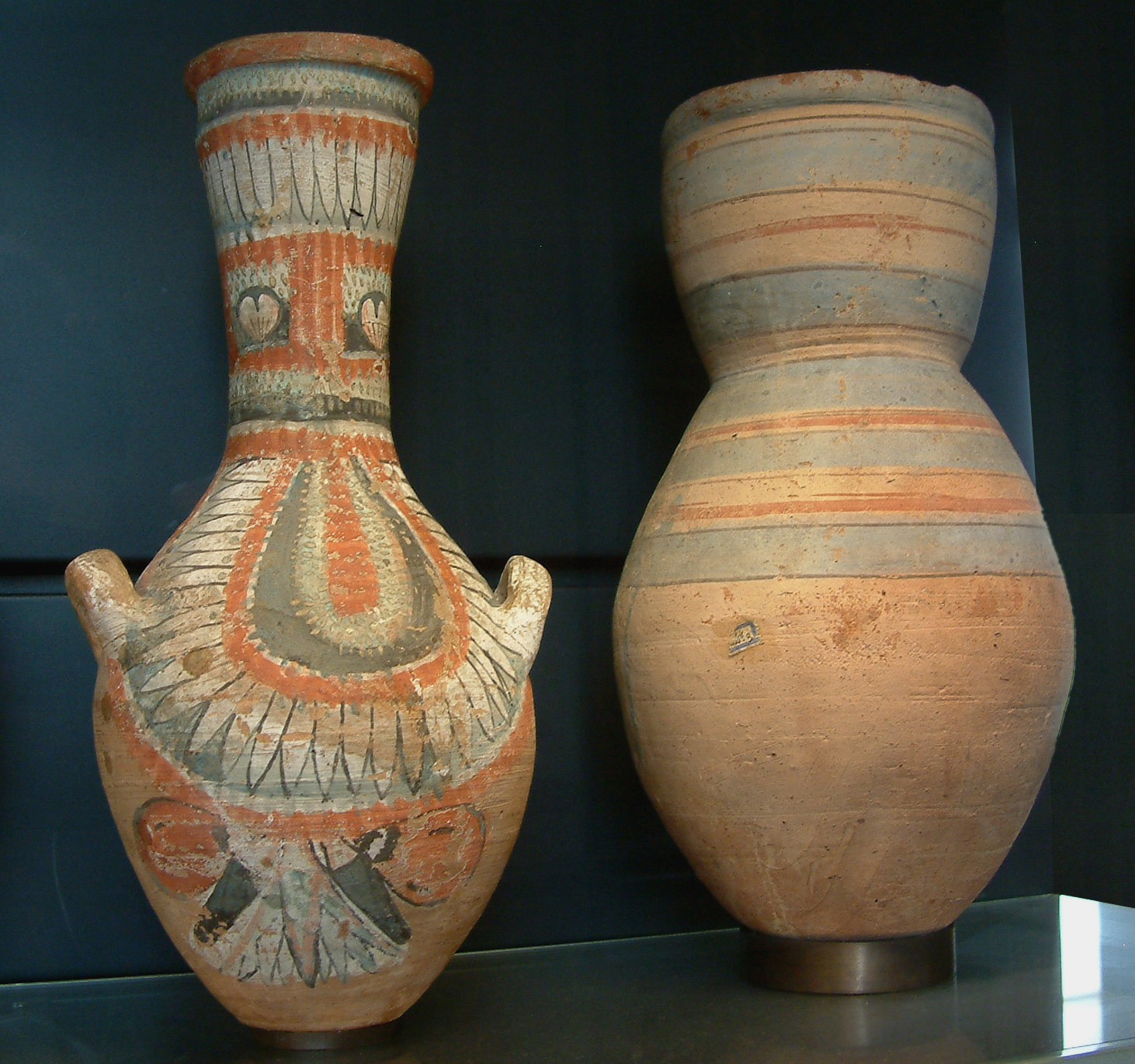
Pots de terre cuite peints (Musée du Louvre).

Les médications pouvaient être l’objet de préparations à chaud ou à froid, certaines faisaient l'objet de véritables procédures de production et même incorporer des produits de synthèse.
Produits de synthèse
Une équipe française du CNRS a démontré l’utilisation de produits de synthèse comme la laurionite.
Dosages des composés, fabrication et posologie d'une recette simple
« Ryzome de souchet comestible : 1/64 (de héqat' = 5 ro) ; valériane : 1/64 (de héqat = 5 ro) ; lait de vache : 1 hénou. Faire cuire. Laisser refroidir. Agréger en un seul volume. Faire boire quatre matins de suite. »
— Papyrus d'El-Lahoun
Cette ordonnance correspond à faire prendre une potion de 1,08 litre en quatre prises de 0,27 litre par prise (soit à un peu plus de 1/4 de litre à chaque fois).

## Les contenants

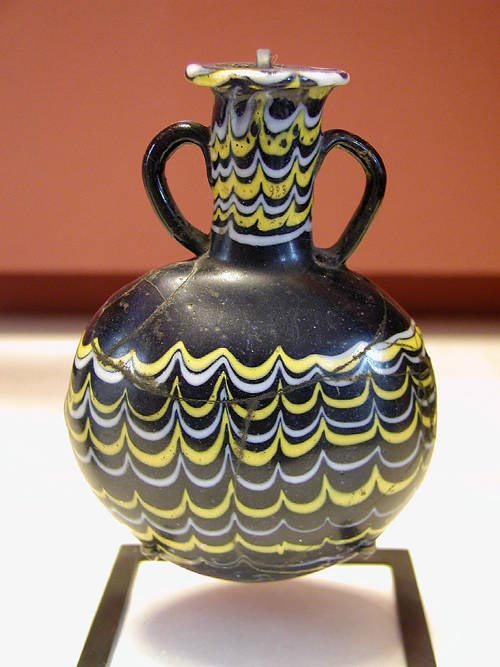
Fiole en verre (Nouvel Empire) - Musée du Louvre.

Les formes médicamenteuses étaient contenues dans des vases ou des récipients dont certains pouvaient être très ouvragés et décorés un peu à la manière de nos pots à pharmacie. Les produits secs pouvaient être stockés dans des petites boîtes en bois, en os, ou dans des petits sacs de lin. Les collyres pouvaient bénéficier de tubes de roseaux décorés ou non, et même être confectionnés en pierres fines ou en métal.

## Les instruments chirurgicaux et les moyens de pansements

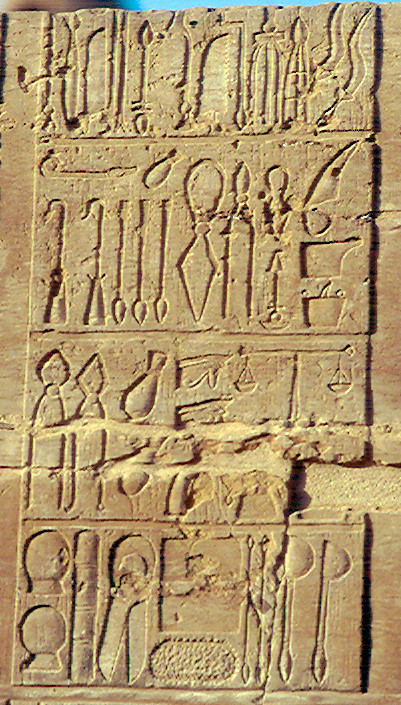
Instruments mécico-chirurgicaux du temple de Kôm Ombo.

Pour pratiquer les gestes chirurgicaux, le médecin devait disposer de quelques instruments,,. D’abord en silex, puis en métal cuivreux, plus tardivement en fer, plusieurs tailles d’objets existaient dans plusieurs modèles afin d’être employés à des stades opératoires différents.
Les objets de pansement comme les compresses et les bandes étaient principalement confectionnés en lin. Les contentions étaient pratiquées avec des cartonnages de papyrus, des tissus et des appareillages de bois. Des prothèses ont été confectionnées.

## Thérapeutique médicale
Pour tenter de soigner les maladies rencontrées dans leur exercice quotidien, les médecins égyptiens pouvaient puiser dans la pharmacopée pharaonique et se servir des médications inscrites dans des textes établis à l’avance, codifiés, et constituant de véritables traités.
En voici quelques exemples
- Médication contre la toux :
  - Potion « Caroube : 1 ; dattes écrasées : 1 ; une unité hénou de lait » (Papyrus Ebers).
  - Pâte pectorale « farine : 5 ro ; graisse d’oie : 5 ro ; miel : 5 ro. Cuire et absorber pendant quatre jours » (Papyrus Ebers).

- Médication contre une laryngite :
  - Pâte adoucissante « Dates : 1/32 ; graisse fraîche. Mâcher des bouchées à bonne température au doigt » (Papyrus Rubensohn).

- Médications pour soigner la trachée et les poumons :
  - Potion « Caroube : 5 ro ; bière douce : 2/3. Laisser reposer la nuit à la rosée. Le patient devra en boire pendant quatre jours de suite » (Papyrus Ebers).
  - Potion « Ocre : 1/32 ; gomme arabique : 1/32 ; miel : 1/8 ; figues : 1/8 ; eau : 25 ro. Laisser reposer la nuit à la rosée. Boire pendant quatre jours de suite » (Papyrus Hearst).

- Médication pour le foie :
  - Potion « Feuilles de lotus : 1/8 ; vin : 20 ro ; sciure de bois de jujubier : 1/8 ; figues : 1/8 ; lait : 1/16 ; baies de genévrier : 1/16 ; résine de thérébinthe : 1/64 ; bière douce : 20 ro ; Laisser reposer la nuit à la rosée, puis filter. À boire pendant quatre jours de suite » (Papyrus Ebers).

- Remède contre les vers :
  - Granules « Soude (d’une plante) maritime, natron, salsola » (Papyrus du Louvre).
  - Potion « Racine de grenadier : 5 ro ; eau : 10 ro. Laisser passer la nuit à la rosée, filtrer, et en boire toute la journée » (Papyrus Ebers).

- Médication contre la diarrhée :
  - Boule orale « Caroube frais : 1/8 ; pâte fraîche : 1/8 ; gras ; miel : 1/4 ; cire : 1/16 ; eau : 25 ro. Cuire. Absorber pendant quatre jours » (Papyrus Ebers).

- Médication contre la constipation :
  - Beignet « Orge : 1 une unité hénou. Faire griller et bien dorer, confectionner un beignet frit dans de l’huile. En faire manger le patient incapable d’aller à la selle » (Papyrus Ebers).

- Médication contre les rectites :
  - Lavement : « Chanvre : 1/4 ; caroube : 1/32 ; eau de lessive : 25 ro. Passer par l'anus quatre jours de suite » (Papyrus Chester Beatty VI).

- Médications contre les hémorroïdes :
  - Pommade « Huile de moringa : 1 ; suc de caroube : 1 ; graisse : 1 ; miel : 5 ro. Introduire dans l’anus » (Papyrus Ebers).
  - Suppositoire « Graisse de bubale : 1 ; cumin : 1. – Former un suppositoire et introduire dans l’anus » (Papyrus Ebers).

- Application pour faire désenfler une jambe :
  - Emplâtre « Graines de gousses (fraîches) de caroubier, graines groupées de soude » (Papyrus du Ramesséum III).

- Un cataplasme résolutif :
  - Pâte « (Un) épi de soude cuit dans du miel, (pulpe de) caroube » (Papyrus Berlin 3038).

- Balnéothérapie :
  - Boue « Illuter ses pieds et ses jambes de limon jusqu’à la guérison » (Papyrus d'El-Lahoun UC 32057)[21].

- Un contraceptif local féminin :
  - Tampon « Concrétions d’acacia ; (pulpe de) caroube ; dattes ; à écraser soigneusement dans (une) unité hénou de miel » (Papyrus Ebers).

## Thérapeutique chirurgicale
- Anesthésie locale :
  - Utilisation de la pierre de Memphis en poudre dans du vinaigre[22].

- Antiseptiques :
  - Miel, sels métalliques ...

## Autres moyens

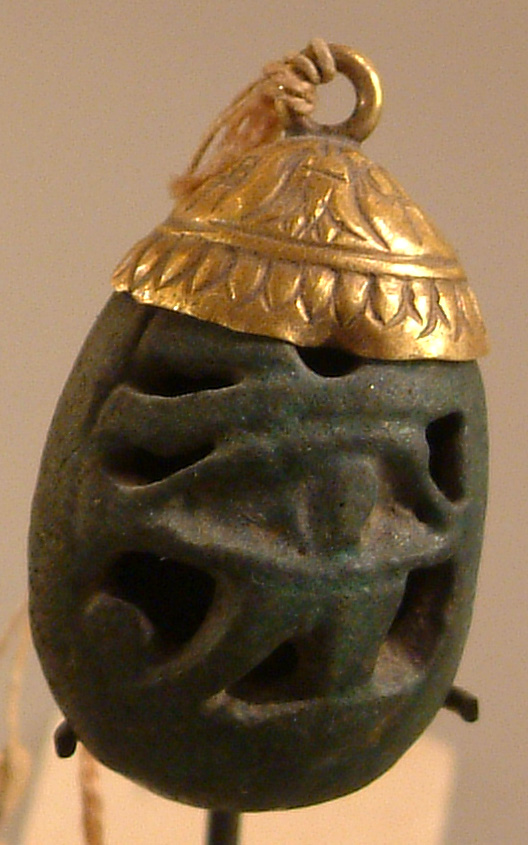
Amulette représentant un Œil d'Horus gravé et monté sur or en pendentif (Paris - Musée du Louvre).

Parmi les moyens utilisés par les anciens, plusieurs produits naturels peuvent aujourd’hui nous surprendre, nous dégouter, ou nous laisser interrogateurs, ce sont :
- Certains produits biologiques, comme des semences humaines et animales, des animaux entiers, des parties d’animaux, tout ou parties d’organes, des sangs, des fiels, des pourritures végétales…
  - Pourriture végétale dans un remède pour une plaie infectée : «… Tu devras lui appliquer du pain d'orge moisi jusqu'à ce que grâce à son action elle (la plaie) s'assèche… » (Papyrus Ebers).

- Des produits excrémentiels, comme les selles, l’urine humaines, et, animales (bouses, fientes, crottes…)
  - Potion contre une morsure de cobra : « Plante "queue de souris" : 1/4, bouse de taureau rouge : 1/16, fiel de taureau rouge : 1/32. Agréger méticuleusement dans 15 ro de vin. En boire toute la journée » (Papyrus de Brooklyn 47.218.48).

- Des produits de magie, comme des formules magiques orales, des fragments de papyrus magiques, des tissus de couleurs, des amulettes, des cordes à nœuds…
  - Magie contre une morsure de serpent : « Paroles à réciter sur une amulette de Ptah, une amulette d'Isis et une (amulette) de Serket ; à tracer sur une feuille vierge de papyrus. Placer au cou du patient qui a été mordu par un serpent henep, ou (par) n'importe quel autre serpent » (Papyrus de Brooklyn 47.218.48).

## Problématique scientifique
Si dans les quelques exemples de « thérapeutique médicale » exposés plus haut nous voyons que plusieurs produits pouvaient avoir des effets positifs, les quelques éléments indiqués ci-dessus peuvent nous faire frémir. Rappelons toutefois que beaucoup d’entre eux figuraient dans les ouvrages consacrés aux « matières médicales » en Europe et édités jusqu’aux XVIIIe, XIXe, et même XXe siècles pour certains. Ils sont encore en usage dans des pays en voie de développement. Ceci peut tempérer notre effroi. Il faut aussi ajouter qu’ils s’en trouvent parmi eux qui donneront naissance, mais bien plus tard, par exemple à l’opothérapie (parties d’organes), à l’antibiothérapie (moisissures), à la chimiothérapie et à d'autres traitements modernes (se reporter par exemple aux notes 1, 2 et 9).
En ce qui concerne la magie, il faut resituer le contexte religieux de l’époque et comparer avec des espoirs dynamiques de guérison, stimulants, et pouvant déboucher sur ce qui sera considéré comme des « miracles ». La part psychologique est importante (se reporter par exemple à la notes 3).